# Крекио
Крѐкио (на италиански: Crecchio) е малко градче и община в Южна Италия, провинция Киети, регион Абруцо. Разположен е на 209 m надморска височина. Населението на общината е 2939 души (към 2013 г.).